# Anabarhynchus fenwicki
Anabarhynchus fenwicki är en tvåvingeart som beskrevs av Lyneborg 1992. Anabarhynchus fenwicki ingår i släktet Anabarhynchus och familjen stilettflugor. Inga underarter finns listade i Catalogue of Life.